# 1911 en littérature
| Années de la littérature : 1908 - 1909 - 1910 - 1911 - 1912 - 1913 - 1914    |
| Décennies de la littérature : 1880 - 1890 - 1900 - 1910 - 1920 - 1930 - 1940 |

Cet article présente les faits marquants de l'année 1911 en littérature.

## Évènements
- 31 mai : André Gide, Jean Schlumberger et Gaston Gallimard fondent les Éditions de la Nouvelle Revue française, futures Éditions Gallimard.

## Presse
- Aktion, revue expressionniste de l’écrivain allemand Franz Pfemfert.

## Parutions

### Essais
- Wassily Kandinsky, Du spirituel dans l’art.
- Nicolas Berdiaev, La Philosophie de la Liberté.
- Jean Colin, Les transformations de la guerre, Libr. Ernest Flammarion
- Anatoli Lounatcharski, Religion et Socialisme.
- Joseph Schumpeter), Théorie de l’évolution économique (Theorie der wirtschaftlichen Entwicklung - lire en ligne)
- Werner Sombart, Les Juifs et le capitalisme moderne

### Romans

#### Auteurs francophones
- Neel Doff (Néerlandaise) : Jours de famine et de détresse.
- André Gide : Isabelle.
- Alfred Jarry (posthume) : Gestes et opinions du docteur Faustroll, pataphysicien.
- Valery Larbaud : Fermina Márquez.
- J.H. Rosny aîné : La Guerre du feu. Roman des âges farouches (février).
- Pierre Souvestre et Marcel Allain : Fantômas

#### Auteurs traduits
- Wacław Berent (polonais) Ozimina (Maïs d'hiver).
- Jack London : L'Aventureuse, traduit par Louis Postif.
- Tanizaki Junichiro (japonais) : Le Tatouage.

### Théâtre
- Sacha Guitry, Un beau mariage
- 8 janvier : La Tragédie de Salomé, de Florent Schmitt.
- 6 avril : Les Frères Karamazov, pièce de Dostoïevski.
- Juillet : L’Otage, de Paul Claudel.
- 25 juillet : Théâtre des Champs-Élysées à Paris, construit par l’architecte Auguste Perret. Le sculpteur Antoine Bourdelle est chargé des décors.
- 4 octobre : Messieurs les Ronds-de-cuir, pièce de Courteline.
- 14 octobre : Terre étrangère, pièce d’Arthur Schnitzler, est créé à Vienne.
- 25 novembre : Mais n’te promène pas donc toute nue ! pièce de Feydeau.

### Autres
- Saint-John Perse : Éloges, recueil de poèmes paru (en intégralité) en juin aux éditions de La Nouvelle Revue française.

## Récompenses et prix littéraires
- Prix Goncourt : Monsieur des Lourdines d'Alphonse de Châteaubriant.
- Prix Femina : Le Roman du malade de Louis de Robert.
- Prix Archon-Despérouses : La Maison de Granit d'Émilie Arnal.

## Principales naissances
- 24 janvier : René Barjavel, écrivain français († 24 novembre 1985).
- 8 février : Elizabeth Bishop, poétesse, essayiste et traductrice américaine († 6 octobre 1979).
- 17 février : Margaret St. Clair, écrivaine américaine de science-fiction († 22 novembre 1995).
- 13 mars : L. Ron Hubbard, écrivain américain de science-fiction et de fantasy († 24 janvier 1986).
- 26 mars : Tennessee Williams, écrivain américain († 25 février 1983).
- 13 avril : René Bragard, écrivain et essayiste français († 27 janvier 2009).
- 30 octobre : Guglielmo Petroni, écrivain italien († 29 avril 1993).
- 31 octobre : René Hardy, résistant, écrivain français († 12 avril 1987).
- 11 décembre : Naguib Mahfouz, écrivain égyptien lauréat du Prix Nobel de littérature de 1988 († 30 août 2006).

## Principaux décès
- 25 avril : Emilio Salgari, 48 ans, écrivain italien, auteur de romans et nouvelles d'aventures. (° 21 août 1862)
- 29 octobre : Joseph Pulitzer, journaliste, à Charleston.